# Les Meutes
Les Meutes est un film avec franco-maroco-belge réalisé par Kamal Lazraq sorti en 2023,,.

## Synopsis
À Casablanca, Hassan, un homme dépassé par la dureté de sa condition et sortant de prison, et son fils, Issam, tiraillé entre l'espoir d'un reclassement et l'exemple paternel qu'il voudrait éviter, vivent tant bien que mal dans un milieu de délinquance et de caïdat. Le père accepte un travail que lui propose une connaissance : kidnapper et lui livrer un organisateur de combat de chien qui est responsable selon lui de la mort 
de son chien. Hassan demande à son fils de l'aider dans ce projet malgré la réticence et les reproches que ce dernier lui oppose.
Tout se passe bien la première partie de la nuit, Hassan utilise un vieux van loué mais lorsqu'ils ouvrent le coffre pour livrer la marchandise, l'homme est mort, étouffé par le sac qu'ils lui ont mis sur la tête. Rien ne va plus, le commanditaire est furieux, c'est à eux de se débarrasser du corps. Commence alors une errance aux épisodes de plus en plus stressants pour les deux malfaiteurs qui ne sont d'accord sur rien mais collaborent tout de même par atavisme familial. Entre panne du véhicule, impossibilité de creuser un trou sans éveiller des témoins, contrôles de police ou interventions de tiers qui ne font que compliquer la situation, se débarrasser du corps devient une odyssée qui s'enfonce dans l'horreur mais qui prend parfois une composante mystique surprenante.

## Fiche technique
- Titre : Les Meutes
- Réalisation : Kamal Lazraq
- Scénario : Kamal Lazraq
- Musique : Pauline Rambeau de Baralon
- Durée : 94 minutes
- Date de sortie :
  - France : 19 juillet 2023

## Distribution
- Ayoub Elaid : Issam, le fils
- Abdellatif Masstouri : Hassan, le père
- Mohamed Hmimsa : l'homme muet
- Abdellatif Lebkiri : Dib
- Lahcen Zaimouzen : Larbi
- Salah Bensalah : Jalil
- Mohamed Kharbouchi : Jellouta

## Récompenses
- Prix du Jury Un certain regard au Festival de cannes 2023[4]
- Grand Prix du Festival international du Film de Bruxelles 2023[5]
- Coup de Projecteur – Universciné Festival du Cinéma et Musique de Film de la Baule 2023[6]